# Danh sách công ty điện tử Nhật Bản
A B C D E F G H I J K L M N O P Q R S T U V W X Y Z

## A
- Accuphase
- Advantest
- Aiwa
- Akai
- Alaxala Networks
- Alinco
- Alpine Electronics
- Alps Electric
- Anritsu
- AOR
- Audio-Technica

## B
- Brother Industries
- Buffalo Technology
- Busicom

## C
- Casio
- Canon
- Capcom
- Chinon Industries
- Citizen Watch Co.
- Clarion (car audio)

## D
- Denon

## E
- Epson

## F
- FANUC
- Fisher Electronics
- Foster/Fostex
- Fuji Electric
- Fuji Xerox
- Fujitsu
- Funai

## G
- GRE (công ty)

## H
- H8 Family
- Hamamatsu Photonics
- Hitachi Data Systems
- Hitachi Maxell
- Hitachi, Ltd.

## I
- Icom
- Iiyama (company)
- Ikegami

## J
- JVC

## K
- Kenwood Electronics
- Keyence
- Kokubu Technology Center
- Konica
- Konica Minolta
- Kumamoto Technology Center
- Kyocera

## L
- Luxman

## M
- Mamiya
- Marantz
- Maruhon
- Matsushita Electric Industrial Co.
- Melco
- Minebea
- Minebea Co.
- Minolta
- Mitsubishi Electric
- Mitsumi
- Murata Manufacturing

## N
- NEC
- Nakamichi
- Nichia Corporation
- Nichicon
- Nihon Dempa Kogyo Co., Ltd.
- Nikon
- Nippon Chemi-Con
- Nitto Denko

## O
- OMRON
- Oki Data Americas, Inc.
- Oki Electric Industry
- Olympus Corporation
- Onkyo
- Optonica
- Orion Electric

## P
- Panasonic
- Pioneer
- Plextor

## R
- Renesas Electrics
- Ricoh
- Rohm

## S
- S-LCD
- START Lab Inc.
- Sansui
- Sanyo
- Seiko Epson
- Seiko Instruments
- Seikosha
- Sharp
- Shinano Kenshi
- Sumitomo Electric
- Sony
- Stax
- Sysmex Corporation

## T
- TDK
- TEAC
- TOA Corp.
- Taiyo Yuden
- Toshiba

## V
victor

## W
- Wacom

## Y
- Yaesu (brand)
- Yamaha
- Yaskawa Electric Corporation
- Yokogawa Electric
- Yuasa
- Yupiteru